# Rdza złotawa świerka

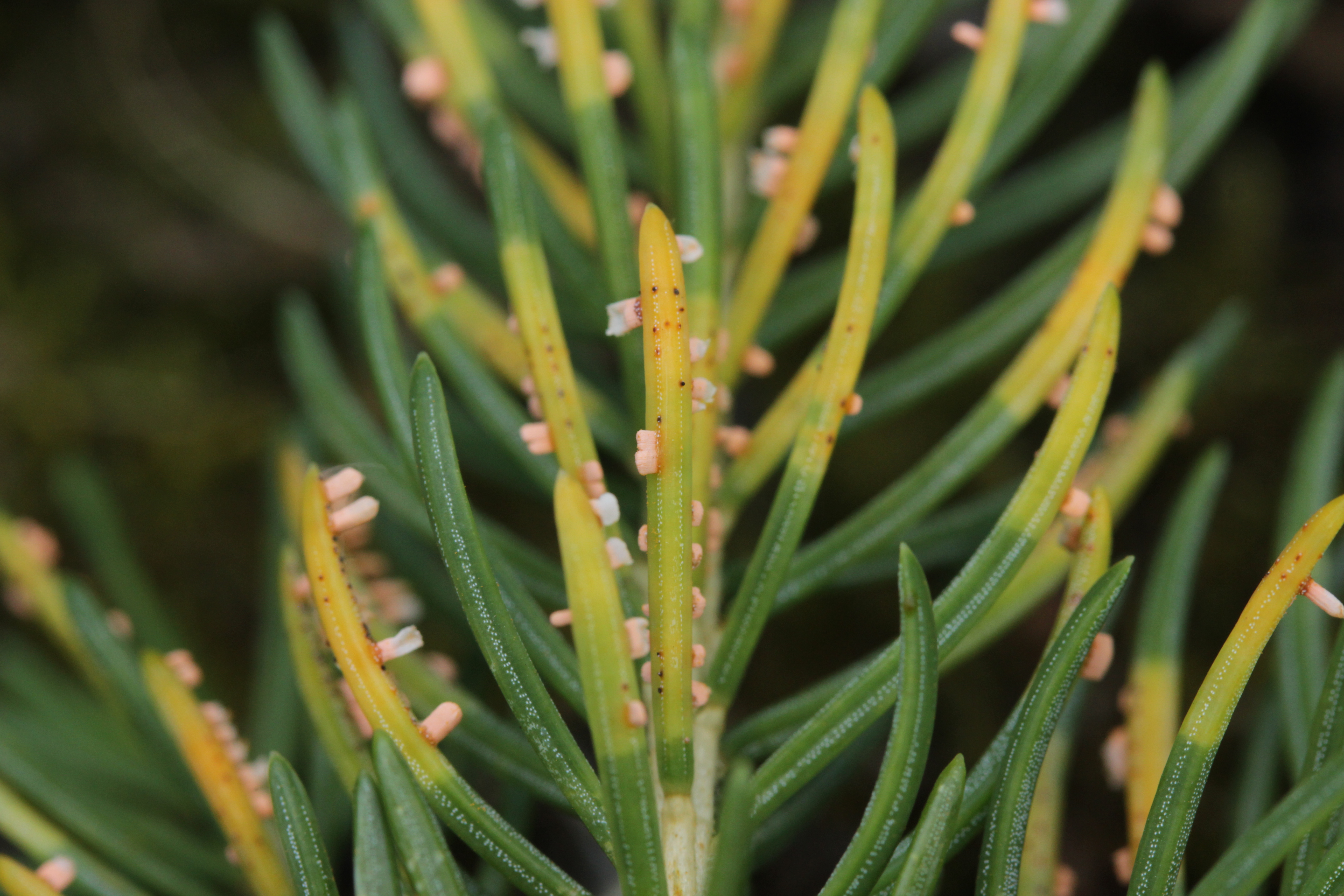
Porażone igły świerka

Rdza złotawa świerka – grzybowa choroba roślin z grupy rdzy, wywołana przez Chrysomyxa abietis. Poraża różne gatunki świerków (Picea).

## Objawy i rozwój choroby
Pierwsze objawy na świerkach pojawiają się w czerwcu. Na ich tegorocznych igłach tworzą się początkowo matowe, później błyszczące, żółte, szerokie paski. W ich obrębie rozwija się grzybnia patogena. Przy silnym porażeniu gałęzie lub całe drzewa przyjmują widoczny z daleka złotożółty odcień. W maju następnego roku na porażonych igłach rozwijają się telia o długości kilku mm. Dojrzewające w nich teliospory kiełkują wytwarzając sporydia. Porażone igły żółkną i opadają. Sporydia infekują nowe, młode igły świerka.
Na świerku pasożytuje jeszcze inny, spokrewniony gatunek grzyba – Chrysomyxa ledi. Powoduje on rdzę świerka i bagna.

## Szkodliwość choroby i zwalczanie jej
Szkodliwość choroby polega na utracie mniejszej lub większej części dwuletnich igieł. Choroba na ogół ma jednak niewielkie znaczenie gospodarcze. Najsilniej poraża młode drzewostany w wieku 10–20 lat. Zazwyczaj infekcji ulegają tylko pojedyncze gałęzie. Często obok porażonych drzew znajdują się całkowicie zdrowe, co świadczy o tym, że patogen może infekować świerki tylko na określonym etapie rozwoju pędów, który nie zawsze pokrywa się z okresem rozsiewu sporydiów. Chorobie sprzyja młody wiek drzew, duża wilgotność powietrza, oraz wczesne i silne cięcia pielęgnacyjne.
Wprowadzanie do drzewostanu domieszek innych gatunków drzew ogranicza rozwój choroby. W niektórych przypadkach można ją ograniczyć przez wycinanie chorych gałęzi, ale ma to sens tylko przed wytworzeniem się teliospor. Można też stosować chemiczne zwalczanie patogenu, ale jest to ostateczność uzasadniona tylko w rzadkich przypadkach. Jak dotąd nie udało się opracować skutecznej metody walki biologicznej.